# 18944 Sawilliams
18944 Sawilliams (2000 QG61) là một tiểu hành tinh vành đai chính được phát hiện ngày 28 tháng 8 năm 2000 bởi nhóm nghiên cứu tiểu hành tinh gần Trái Đất phòng thí nghiệm Lincoln ở Socorro.